# Arganza
Arganza és un municipi de la província de Lleó a la comunitat autònoma de Castella i Lleó. Forma part de la comarca d'El Bierzo. Comprèn els nuclis d'Arganza, Campelo, Canedo, Espanillo, Magaz de Arriba, San Juan de la Mata, San Miguel de Arganza, San Vicente i La Retuerta.

## Demografia
| 1991 | 1996 | 2001 | 2004 |
| ---- | ---- | ---- | ---- |
| 1161 | 962  | 899  | 883  |